# Lauriane Darboux-Doumbouya
Pour les articles homonymes, voir Doumbouya et Darboux.
Lauriane Darboux-Doumbouya est une gendarme et personnalité guinéenne d'origine française.
Elle est la compagne du président de la transition de la République de Guinée (chef de l’État), Mamadi Doumbouya.

## Biographie

### Enfance et famille
Lauriane Darboux naît à Chabeuil. Elle rencontre l'officier guinéen Mamadi Doumbouya en 2005. Elle est sa compagne depuis 2011[source insuffisante] et mère de leurs trois enfants,.

### Carrière
Lauriane Darboux est gendarme de métier en France.
En 2005, elle suit ses classes de gendarme adjoint volontaire à l'école de gendarmerie de Tulle, puis elle intègre la garde républicaine à Paris. C'est à cette époque, qu'elle rencontre son futur mari Mamadi Doumbouya, qui appartenait à la Légion étrangère et était basé à Nîmes (Gard).
En 2006, après avoir suivi une formation de sous-officier de gendarmerie à l'ancienne école de gendarmerie de Libourne (Gironde)[réf. nécessaire], elle sert plusieurs années à la gendarmerie de Chabeuil, dans la Drôme,.
En 2014, elle obtient des félicitations pour son rôle dans la résolution d'une affaire de vol.
En 2016, elle devient officier de police judiciaire de la gendarmerie, puis elle obtient le grade de maréchal des logis-chef avec effet au 1er janvier 2017,.
Sa dernière affectation, alors qu'elle est trentenaire, est au sein du groupe d’enquête et de lutte anti-cambriolage de Valence (Drôme).

### Première dame de Guinée
À la suite du coup d'État de 2021 en Guinée, elle devient de facto « Première dame » de la Guinée. Lors de la cérémonie d'investiture de son compagnon, elle apparaît à ses côtés, portant une tenue traditionnelle guinéenne.
Après les inondations de Coyah et Kindia, Lauriane Darboux-Doumbouya assiste aux obsèques du jeune Aboubacar Kourouma le 9 août 2023, avant de se rendre à Kindia pour présenter les condoléances du chef de l'État à la famille de Fatoumata Karim Camara, sage-femme morte à la suite d'un glissement de terrain.
Le 15 août, elle célèbre la fête de l'Assomption avec les chrétiens de Boké.